# 苏联国家银行
蘇聯國家銀行（俄語：Госбанк, Государственный банк СССР , Gosudarstvenny bank SSSR）是蘇聯的中央銀行，也是1930年代至1987年期間蘇聯唯一的銀行。蘇聯國家銀行為蘇聯三大经济主管部门之一，另外兩個為國家計劃委員會和國家物資和技術供應委員會。蘇聯國家銀行同時與蘇聯財政部密切合作共同編制國家預算。

## 歷史
該銀行的成立是新經濟政策實施的一部分。1921年10月3日，全俄中央執行委員會（VTsIK）通過了成立俄羅斯蘇維埃聯邦社會主義共和國國家銀行的決議。隨後， Sovnarkom於1921年10月10日通過了一項類似的決議。它於1921年11月16日開始運作，1923年改建為蘇聯國家銀行。它被置於Narkomfin的管轄之下。蘇聯政府主要使用作為對整個行業實施集中控制的工具，使用銀行餘額和交易歷史來監控個人關注的活動及其對五年計劃和指令的遵守情況。就利潤動機而言，蘇聯國家銀行並未作為商業銀行行事。從理論上講，它充當了政府政策的工具。而不是獨立和公正地評估借款人的信用度，蘇聯國家銀行將按照中央政府的指示向受政府青睞的個人、團體和行業提供貸款資金。
1931年，由於1931年孟什維克審判的原因，國家銀行的一名高級官員鮑里斯·貝拉茨基因破壞行為而受到審判。